# Kano (Fluss)
Der Kano (jap. 狩野川, Kano-gawa) ist ein 46 km langer Fluss auf der japanischen Insel Honshū. Er entspringt am Vulkan Amagi, durchfließt den westlichen Teil der Izu-Halbinsel und mündet bei Numazu in die Suruga-Bucht. Dabei entwässert er ein Gebiet mit einer Größe von 852 km², was etwa 11 % der Fläche der Präfektur Shizuoka entspricht. Der Kano ist der einzige Fluss in dieser Präfektur, der in nördlicher Richtung fließt.

## Beschreibung
Die Quelle des Kano befindet sich an der Westflanke des Vulkans Amagi, der höchsten Erhebung der Izu-Halbinsel – genauer in der Nähe des Hatcho-Teichs (八丁池, Hatchōike) auf einer Höhe von etwa 1130 m T.P. Das Quellgebiet ist durch hohe Niederschlagsmengen gekennzeichnet, die mehr als 3000 mm im Jahr betragen können. Als steil abfallender Bergbach fließt der Kano zunächst rund dreieinhalb Kilometer weit westwärts, bevor er sich nach Norden wendet. Bei Kayano, dem ersten Ort am Flusslauf, ergießt sich der Kano über den 25 m hohen Jōren-Wasserfall (浄蓮の滝, Jōren-no-taki), der vom Umweltministerium in der Liste der Top-100-Wasserfälle Japans geführt wird. Anschließend flacht das Gefälle im Norden des Stadtgebiets von Izu deutlich ab.
In Mamanoue, einem Stadtteil von Izunokuni, zweigt der Kanogawa-Entlastungskanal (狩野川放水路, Kanogawa hōsuiro) in Richtung Westen ab. An jener Stelle, an der sich das Tal zu einer ausgedehnten Ebene zu verbreitern beginnt, nimmt er bei den häufig vorkommenden Hochwassern das überschüssige Wasser auf und leitet es direkt in die Enoura-Bucht, eine Seitenbucht der Suruga-Bucht. Auf diese Weise können die früher oft auftretenden Überschwemmungen im unteren Teil des Flusslaufs zu einem großen Teil verhindert oder zumindest eingedämmt werden. Der Kanal ist 2,980 km lang und zwischen 50 und 120 m breit. Er ist in der Lage, bis zu 2000 m³ Wasser in der Sekunde aufzunehmen, wobei die Durchflussmenge mit einem beweglichen Wehr bestimmt werden kann. Aufgrund des hügeligen Terrains führt der Entlastungskanal durch zwei Tunnel, den Nagaoka-Tunnel (850 m) und den Kuchino-Tunnel (210 m).
Der Kano ist bekannt für die großen Bestände an Ayu-Fischen, außerdem wird im Tal Wasabi kultiviert. In der weitläufigen Tagata-Ebene (田方平野, Tagata heiya) mäandriert der Fluss nordwestwärts. An der Stadtgrenze zu Numazu nimmt er den größten Nebenfluss auf, den am Fuße des Fuji entspringenden Kise. Auf kurzer Entfernung fließt er west- und südwärts, um schließlich neben dem Hafen von Numazu in die Suruga-Bucht zu münden.

## Geschichte
Vom Ende der letzten Kaltzeit bis vor etwa 6000 Jahren war der Meeresspiegel einige Meter höher als heute. Die Kano-Bucht, ein seichter Meeresarm, reichte bis in die Gegend von Izunokuni. Als der Meeresspiegel allmählich zu sinken begann, lagerte der Fluss Sedimente ab und es bildete sich die heutige Tagata-Ebene. Über die Jahrhunderte gab es zahllose Hochwasserereignisse. In alten Flussbetten stießen Archäologen auf die Überreste überschwemmter Dörfer, die bis in die Yayoi-Zeit vor rund 2000 Jahren zurückreichen. Allein in der Meiji-Zeit registrierte man 42 Hochwasser, in der Taishō-Zeit 20 weitere. Die Dämme waren schwach und hielten meist nicht lange. Als Reaktion auf die immensen Schäden, die durch den Taifun Ione im September 1948 verursacht worden waren, trieb die Regierung die Planungen für einen Entlastungskanal voran. Die Bauarbeiten begannen 1951, schritten aber nur langsam voran.
Am 28. September 1958 traf der Taifun Ida auf die Insel Honshū und richtete besonders auf der Izu-Halbinsel schwerste Schäden an. Mit einer Geschwindigkeit von über 200 km/h und einer Regenmenge von bis zu 748 mm am Vulkan Amagi war er der heftigste Wirbelsturm in Japan seit dem Ende des Pazifikkriegs. Es kam zu zahlreichen Erdrutschen, die sich zu Schuttströmen ausweiteten. Die Dämme brachen und der Kano trat am gesamten mittleren und unteren Flusslauf über die Ufer. Der Taifun wütete um die Stadt Izu besonders heftig und überraschte die Einwohner im Schlaf. Insgesamt kamen 1269 Menschen ums Leben (davon allein 853 am Kano) und 6.775 Häuser wurden zerstört. In Japan wird dieser Wirbelsturm heute als „Kanogawa-Taifun“ (狩野川台風, Kanogawa taifū) bezeichnet und gilt als einer der verheerendsten überhaupt. Der Entlastungskanal wurde 1965 nach 14-jähriger Bauzeit eröffnet.

## Bilder

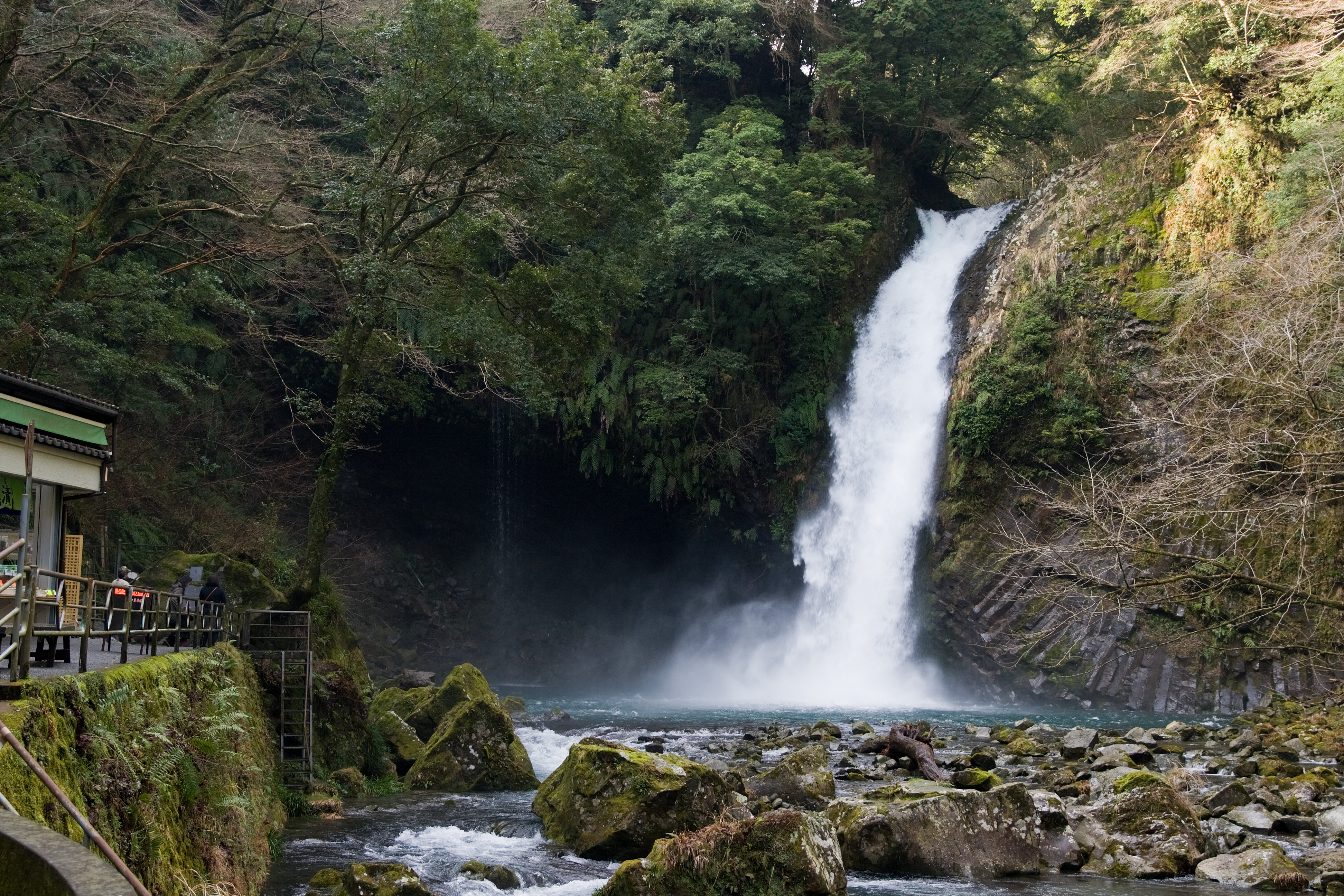
Jōren-Wasserfall
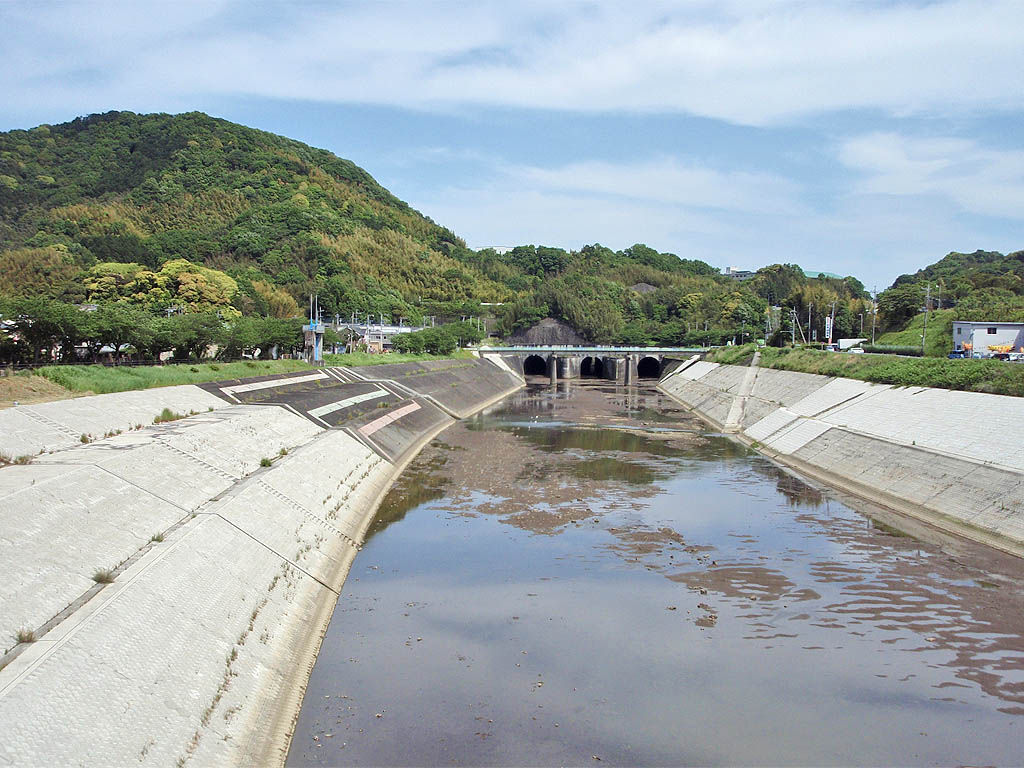
Entlastungskanal
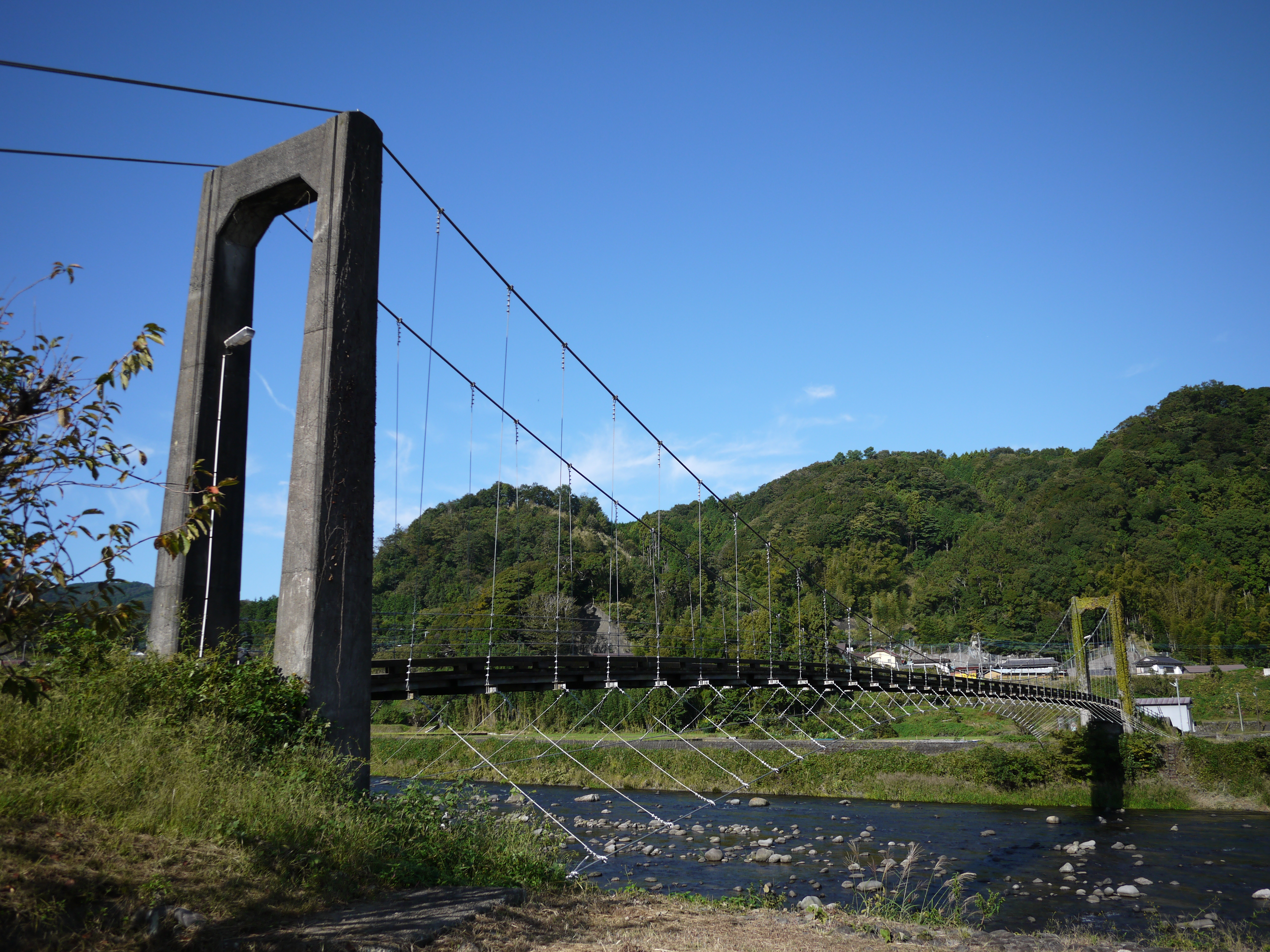
Matsugase-Hängebrücke
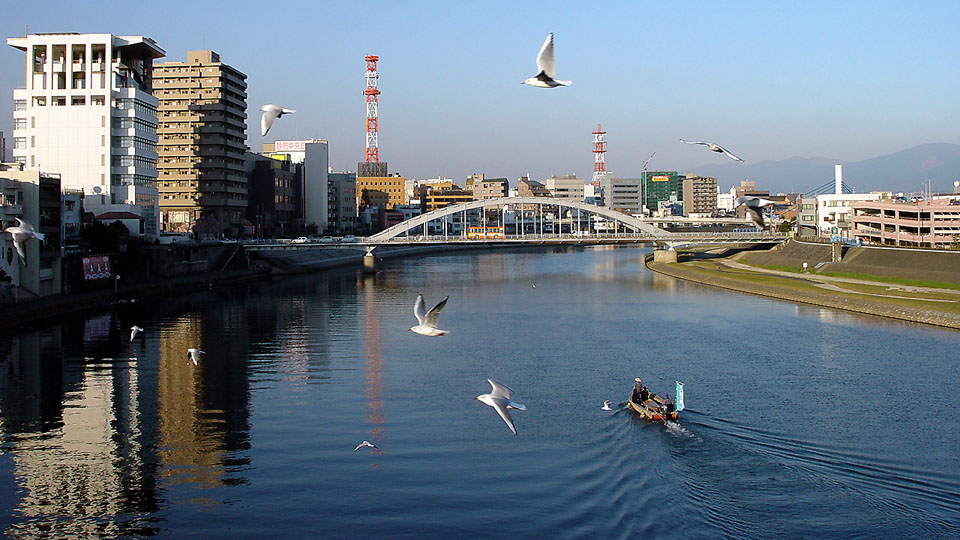
Im Zentrum von Numazu
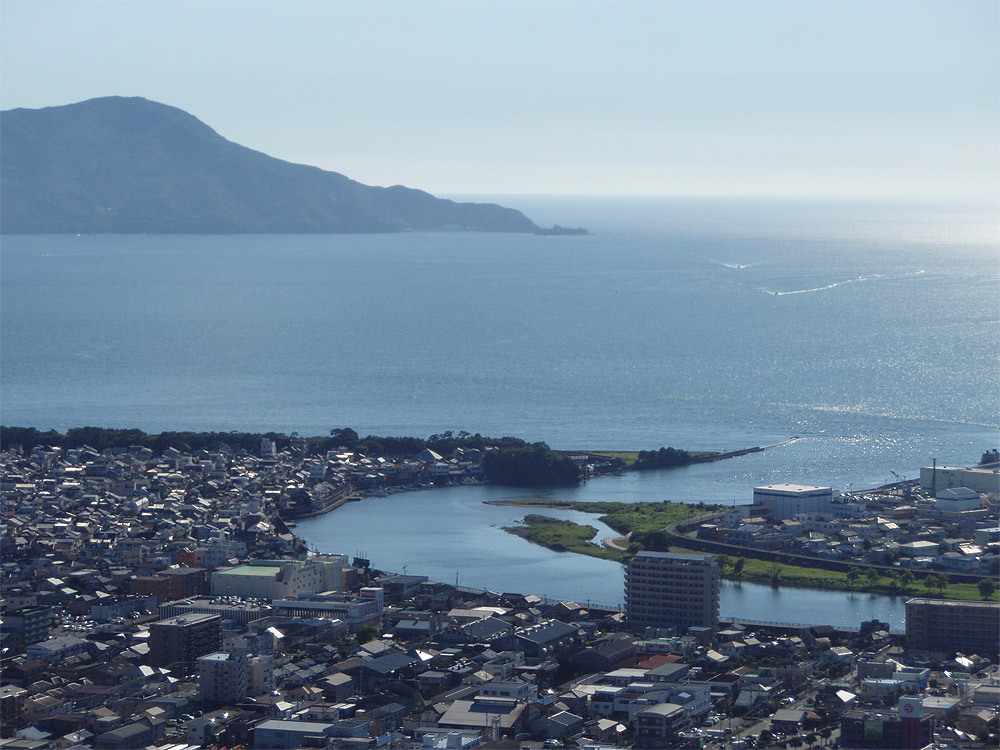
Mündung